# Eenheid in diversiteit
Eenheid in diversiteit is een muurschildering van tien bij twaalf meter in Amsterdam Nieuw-West. Het is geplaatst op de hoek van Lauernessestraat en Wiltzanghlaan.

## Voorgeschiedenis
Vanaf 2019 werden diverse kunstenaars op het gebied van muurschilderingen gevraagd werk te leveren voor blinde gevels in de wijk Kolenkitbuurt in Amsterdam-West. Deze wijk volgebouwd in de jaren veertig en vijftig kent veel portieketageflats, die steevast aan de kopse kant een blinde muur hebben. Die kopse kanten werden na renovatie vaak voorzien van een laag buitenisolatie. Dit geeft de wijk aan die kopse kanten een groezelige grijsgrauwe sfeer. De wijk werd in de 21e eeuw grondig gesaneerd; er werd gerenoveerd en gesloopt/nieuwbouw gepleegd. Om de flats die bleven staan een vrolijker aanblik te geven werd het project Muren van West gestart. Er kwamen muurschilderingen die een binding met de buurt moesten hebben. De eerste muurschildering in dat project was Reinaert de Vos van Stefan Glerum (2019/2020, verwijzend naar de Reinaert de Vosstraat). In 2020 werden vier muurschilderingen gezet op flats, die een kopse kant hebben aan de Wiltzanghlaan.  

## Saïd Kinos
Saïd Kinos maakte de schildering Eenheid in diversiteit. Hij haalde daarbij inspiratie uit de bevolkingssamenstelling in de wijk. Kinos staat bekend vanwege zijn kleurige muurschilderingen met allerlei lettertypen (fonts). 